# إدوارد ماو
إدوارد ماو (بالإنجليزية: Edward Maw)‏ (15 يونيو 1902 – 1 يوليو 1991) هو سبّاح من بريطانيا الغظمي راحل، مثّل بلاده في الألعاب الأولمبية الصيفية 1924.

## روابط خارجية
إدوارد ماو على موقع الاتحاد الدولي للسباحة (الإنجليزية)
- إدوارد ماو على موقع أوليمبيديا (الإنجليزية)